# 有明村 (福岡県)
有明村（ありあけむら）は、福岡県山門郡にあった村。現在の柳川市の一部。

## 地理
矢部川と同支流塩塚川の間の平野に位置していた。

## 歴史
- 1889年（明治22年）4月1日 - 町村制の施行により、山門郡明野村、皿垣開、中島村、栄村（一部、皿垣名、江島名）が合併して村制施行し、有明村が発足[1][2]。
- 1907年（明治40年）3月20日 - 山門郡塩塚村、鷹尾村と合併して大和村を新設して廃止された[1][2]。